# Intermission
Az Intermission a Stratovarius nevű finn power metal együttes 9. nagylemeze.
2001-ben került a piacra, és gyakorlatilag nem más, mint a korábbi albumokon található bónusz számok gyűjteménye. Ezek mellett megtalálható rajta három feldolgozás, amelyből az egyik egy koncertfelvétel, valamint a "Hunting High and Low" c. dal koncertfelvétele is.
Az album mindössze 5 új számot tartalmaz.

## A lemez tartalma
- 1. Will My Soul Ever Rest in Peace? – 4:54 (új szám)
- 2. Falling into Fantasy – 5:14 (új szám)
- 3. The Curtains Are Falling – 4:22 (új szám)
- 4. Requiem – 2:52 (új szám)
- 5. Bloodstone – 3:54 (Judas Priest feldolgozás, egy tribute albumról)
- 6. Kill the King – 4:35 (Rainbow feldolgozás, a Father Time kislemezről)
- 7. I Surrender – 3:44 (Rainbow feldolgozás – koncertfelvétel, egy tribute albumról)
- 8. Keep the Flame – 2:46 (a Father Time kislemezről, és az Infinite albumról)
- 9. Why Are We Here? – 4:41 (az It's a Mystery kislemezről)
- 10. What Can I Say? – 5:10 (új szám)
- 11. Dream With Me – 5:11 (a Destiny albumról)
- 12. When the Night Meets the Day – 5:26 (az Episode albumról)
- 13. It's a Mystery – 4:04 (az It's a Mystery kislemezről, és az Infinite albumról)
- 14. Cold Winter Nights – 5:13 (a Destiny albumról)
- 15. Hunting High and Low – 4:55 (koncertfelvétel)

### Bónusz számok
- Freedom (demó verzió)
- Neonlight Child (demó verzió)

## A zenekar felállása
- Timo Tolkki (gitár, háttérének)
- Timo Kotipelto (ének)
- Jari Kainulainen (basszusgitár)
- Jens Johansson (billentyűk)
- Jörg Michael (dobok)